# Hamrik (Westerkwartier)
Hamrik is een buurtje in de gemeente Westerkwartier in de provincie Groningen. Het buurtje ligt even ten noorden van de A7, ter hoogte van het dorp Marum. Ten noorden van het buurtje stroomt het Oude Diepje.
De naam Hamrik is een samentrekking van ham = grasland aan het water, en merke of marke = gemeenschappelijke grond. De naam komt meestal voor als achtervoegsel, bijvoorbeeld in Finsterwolderhamrik.